# Priziac
Priziac település Franciaországban, Morbihan megyében. Lakosainak száma 1024 fő (2022. január 1.). Priziac Plouray, Saint-Tugdual, Le Croisty, Saint-Caradec-Trégomel, Berné, Meslan, Le Faouët és Langonnet községekkel határos.

## Népesség
A település népességének változása:
| Lakosok száma | 1640 | 1210 | 1074 | 1025 | 999  | 986  | 976  | 967  | 965  | 1024 |
|               | 1968 | 1982 | 1990 | 2006 | 2013 | 2015 | 2017 | 2019 | 2020 | 2022 |